# Palmyriska riket
Palmyriska riket, även Palmyriska imperiet eller Palmyrenska riket (syriska:ܡܠܟܘܬܐ ܕܬܕܡܪ  Arabiska:مملكة تدمر) var ett rike med Palmyra som centrum och som bröt sig ur det Romerska kejsardömet som ett självständigt imperium mellan år 270 och 272. Riket sträckte sig från sydöstra Egypten till Levantens kuster, västra och norra delen av Syrien fram till nuvarande Ankara i Turkiet. 

## Historik
Lucius Septimius Odenathus var en medlem i Palmyras styrande familj och romersk medborgare. Efter att Palmyra bistått Romerska rikets kejsare Valerianus i försvaret mot perserna vid romarrikets östra gräns belönade Valerianus honom med att år 258 upphöja honom till ställningen som romersk konsul och furste av Palmyra.
När Valerianus 260 tillfångatogs av Shahpour I förblev Odenathus lojal mot romarna och tillfogade Shahpours armé ett allvarligt nederlag när den var på väg hem. Som ett erkännande av Odenathus seger över perserna och för att ha drivit bort dem från provinsen Mesopotamien samt därutöver besegrat usurpatorn Quietus, gav Valerianus efterträdare, kejsar Gallienus, honom 262 titeln corrector totius Orientis, härskare över hela Östern, och han blev därmed Gallenius medkejsare. Som kung av Palmyra kallade han sig "konungars konung".
Odenathus och en av hans söner blev mördade 267/268 varefter hans hustru Zenobia övertog regentskapet i kungariket Palmyra för parets minderåriga son Vaballathus.
Drottning Zenobia lät sonen överta faderns ställning och titlar. Hon blev accepterd av de romerska kejsarna och Palmyra fick vara i fred från romersk inblandning. Hon utvidgade sitt rike och intog Egypten 269 samt en stor del av Anatolien i Mindre Asien. År 270 förklarade hon rikets självständighet från romarriket.
Kejsar Aurelianus gick i krig mot Zenobia 271 och återtog Anatolien samt besegrade Palmyras styrkor vid Antiokia och Emesa 272. Zenobia tillfångatogs och fördes till Rom. Efter en revolt 273 i Palmyra förstörde romarna staden.